# Сан Ђорђо (Фиренца)
Сан Ђорђо је насеље у Италији у округу Фиренца, региону Тоскана.
Према процени из 2011. у насељу је живело 17 становника. Насеље се налази на надморској висини од 306 м.